# هاشم أباد (أرومية)
هاشم أباد (بالكردية: ھێشماڤا) هي إحدى القرى التابعة لـمرغور في ريف قسم سيلوانه من مقاطعة أرومية، في محافظة أذربیجان الغربیة الإيرانية.

## السكان
حسب إحصاءات سنة 2006، بلغ إجمالي السكان في هيشمافا 1024 نسمة وعدد المساكن 184 مسكن. لغة سكان هيشمافا هي اللغة الكردية و هم من أهل السنة والجماعة والمذهب الشافعي.